# かすみ果穂ナイト
かすみ果穂ナイト（かすみかほナイト）は、ラジオ日本（RF）で2011年1月4日放送開始のラジオ番組である。
正式タイトルは『品川近視クリニックpresentsかすみ果穂ナイト』(しながわきんしクリニックプレゼンツかすみかほナイト）。

## 歴史・概要
かすみ果穂がメインパーソナリティを務める、ラジオでは初のレギュラー番組『品川近視クリニックpresentsプレラジ』は、2010年4月6日から同年12月28日まで放送された。(その『プレラジ』については後半で述べる)。2011年1月4日からは『品川近視クリニックpresentsかすみ果穂ナイト』と改題され、ラジオでは初の冠番組として再スタートした。放送時間は毎週火曜日23:30〜24:00の30分番組。
2011年3月29日終了。

## 品川近視クリニックpresentsかすみ果穂ナイト

### 内容
かすみ果穂と山崎いさおで送るトークバラエティ。4回目まではかすみ果穂の一人しゃべり。

### 出演者
メインパーソナリティ
- かすみ果穂

パートナー
- 山崎いさお（2011年2月から）

ゲスト
- 果穂テレフォンより桜りお、櫻井ゆうこ、桜木凛、SOD部長、APの二階堂恵ほか

### コーナー
- 果穂テレフォン（かすみ果穂が友達にいきなり電話をかけるコーナー）
- かすみ果穂のお悩み相談室（かすみの悩みを山崎とリスナーに相談するコーナー）
- 早口言葉のコーナー（かすみ果穂の滑舌トレーニング。2011年2月から）

## 品川近視クリニックpresentsプレラジ

### 内容
かすみ果穂とゲスト（2週間ごとに交代）の2人で送るトークバラエティ。

### 出演者
メインパーソナリティ
- かすみ果穂

ゲスト
佐伯奈々、今井ひろの、桜りお、あやせめる、範田紗々、希志あいの、みひろ、キューティー鈴木、加瀬あゆむほか

### コーナー
- 懸賞TVからのプレゼントコーナー（かすみ果穂とゲストが商品を紹介）
- プレラジものまねチャレンジ（かすみ果穂とゲストがものまねをするコーナー。2010年10月から12月まで）
- プレラジトークセッション（毎回テーマに沿ったトークをするコーナー。エッチな話が多い）
- 「果穂サンタ」（プレラジ最終回に行われたクリスマス企画）

### エピソード
- 最終回では当初予定していた桜木凛が来られなくなったため急遽みひろが呼ばれた。なお桜木凛は『かすみ果穂ナイト』へ改題後、「果穂テレフォン」に登場した。